# 1991

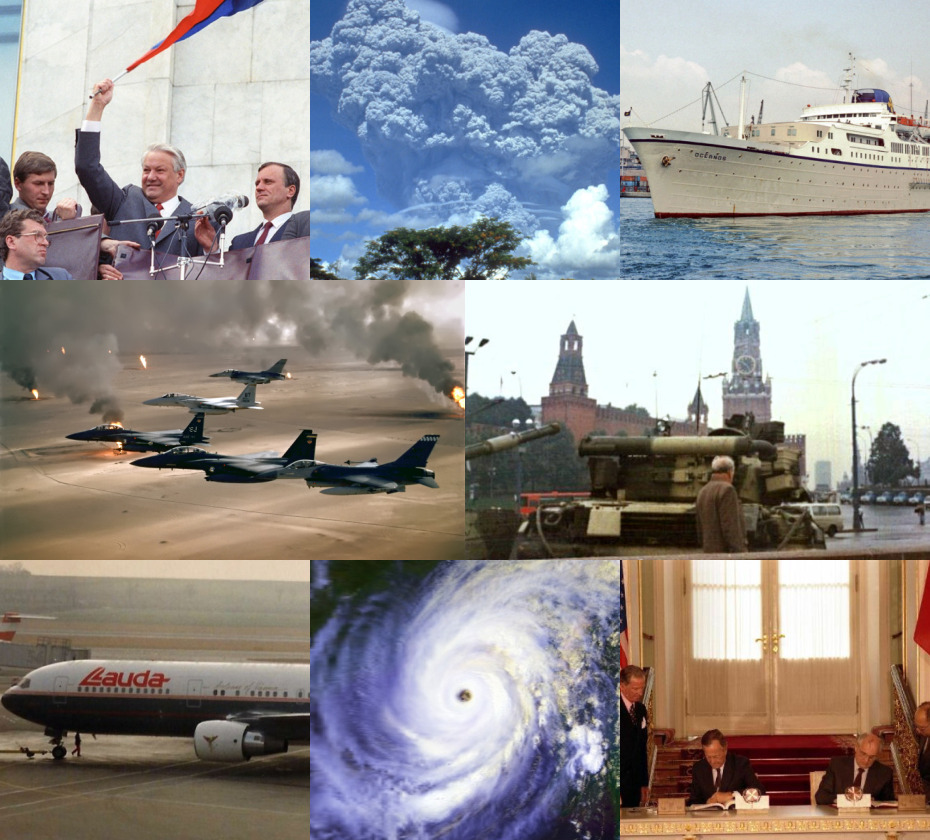
En el sentido de las agujas del reloj desde la parte superior izquierda: Boris Yeltsin, elegido como el primer presidente de Rusia, ondea la nueva bandera de Rusia después del intento de golpe de Estado en la Unión Soviética, orquestado por la línea dura soviética; El Monte Pinatubo entra en erupción en Filipinas, lo que la convierte en la segunda erupción volcánica más grande del ; El MTS Oceanos se hunde frente a la costa de Sudáfrica, pero la tripulación abandona notoriamente el barco antes de que los pasajeros sean rescatados; Disolución de la Unión Soviética: La bandera soviética se baja del Kremlin por última vez y se reemplaza con la bandera de la Federación Rusa; Los Estados Unidos y la Unión Soviética que pronto será disuelta firman el Tratado START I; Un ciclón tropical azota Bangladés, matando a casi 140.000 personas; El vuelo 004 de Lauda Air se estrella después de que uno de sus inversores de empuje se activa durante el vuelo; Una coalición liderada por Estados Unidos inicia la Operación Tormenta del Desierto para sacar a Irak y a Saddam Hussein de Kuwait.

1991 (MCMXCI) fue un año común comenzado en martes del calendario gregoriano.

## Acontecimientos

### Enero
- 2 de enero: en Guipúzcoa (País Vasco español) la banda terrorista ETA asesina a Luis García Lozano, gobernador militar en funciones.
- 4 de enero: 
  - En Nueva York, la ONU vota unánimemente una condena a Israel por el tratamiento que este país le da a los palestinos.
  - La Comunidad Europea expedienta a España por el deficiente control de la suciedad en sus playas.
  - En Polonia, Jan Krzysztof Bielecki es designado nuevo primer ministro.
- 6 de enero: 
  - En Malí se firma un acuerdo de paz con los tuareg.
  - En Guatemala, Jorge Serrano Elías es elegido nuevo presidente tras ganar la segunda vuelta de las elecciones generales.
- 7 de enero: en Haití, Roger Lafontant (exministro del derrocado dictador Jean-Claude Duvalier), fracasa en su golpe de Estado contra el presidente democrático Jean-Bertrand Aristide.
- 13 de enero: 
  - En Vilna (Lituania), el Ejército soviético ataca el edificio de radio y televisión; mueren 14 personas y centenares son heridas.
  - En Portugal, el socialista Mário Soares es reelegido presidente con el 70,43 % de los votos.
- 14 de enero: en Guatemala asume la presidencia Jorge Serrano Elías.
- 15 de enero: en Colombia se entrega a la justicia Jorge Luis Ochoa dentro de un proceso de negociación por el Estado.
- 16 de enero: en Irak, Estados Unidos comienza la guerra del Golfo (también llamada Operación Tormenta del Desierto).
- 17 de enero: en Noruega, el rey actual Harald V empuña el cetro a la muerte de su padre, Olaf V.
- 23 de enero: en Colombia, miembros del Bloque de Búsqueda de la Policía dan de baja a los hermanos sicarios David Prisco Lopera y Armando Prisco Lopera. (véase: Los Priscos)
- 25 de enero: en Colombia, miembros del cartel de Medellín asesinan a la periodista colombiana Diana Turbay justo cuando iba a ser rescatada.
- 26 de enero: en Somalia, el presidente Siad Barre es depuesto y el país entra en guerra civil.
- 28 de enero: se inician las emisiones de TNT (Latinoamérica), que retransmite en Sudamérica y México.

### Febrero
- 1 de febrero: en el noreste de Afganistán, un terremoto de 6,9 deja 848 muertos y destruye numerosas poblaciones.
- 3 o 4 de febrero: en Rímini, el Partido Comunista Italiano deja de existir oficialmente, tras 70 años de historia, al aprobar el XX Congreso su conversión en el Partido Democrático de la Izquierda.
- 4 de febrero: La banda británica Queen lanza su decimocuarto álbum de estudio Innuendo el último con su vocalista en vida Freddie Mercury quien en ese año moría de sida.
- 5 de febrero: en Colombia se instala la Asamblea Nacional Constituyente, estamento cuyo objetivo era dar forma a la Constitución política de Colombia.
- 7 de febrero: en España, el pleno del Congreso de los Diputados aprueba la creación del Instituto Cervantes, que tiene por objetivo la difusión de la lengua y la cultura españolas en el extranjero.
- 9 o 10 de febrero: en Lituania se realiza un plebiscito ―declarado ilegal por el líder soviético Gorbachov―, en el que un 90,47 % de la población pide independizarse de la Unión Soviética.
- 10 de febrero: el Gobierno peruano impone el estado de emergencia a causa de una epidemia de cólera.
- 11 de febrero: en Lituania, el Parlamento ratifica el plebiscito realizado dos días antes. El Gobierno islandés es el único que reconoce la independencia de Lituania.
- 13 de febrero: en Irak ―en el marco de la invasión estadounidense a Irak, dos bombas «inteligentes» estadounidenses destruyen un refugio civil antibombas subterráneo, matando a cientos de civiles iraquíes.
- 15 de febrero: tras la caída del campo socialista, los líderes de Checoslovaquia, Hungría y Polonia firman el Grupo de Visegrád, que establece la cooperación para avanzar hacia sistemas de libre mercado.
- 16 de febrero: en Irak: estadounidenses y británicos bombardean los suburbios de Bagdad, con decenas de bajas civiles y ninguna militar.
- 16 de febrero: en España, la película ¡Ay, Carmela!, de Carlos Saura, obtiene trece Premios Goya de la Academia Cinematográfica española.
- 16 de febrero: en la plaza de toros La Macarena de Medellín (Colombia) explota un carro bomba. Mueren 17 personas y más de 60 quedan heridas. Se atribuye el crimen al Cartel de Medellín.
- 18 de febrero: en Londres (Reino Unido), el IRA Provisional hace estallar bombas en la madrugada en las estaciones de Paddington y Victoria.
- 19 de febrero: en Sevilla (España) termina la construcción del Puente del Centenario proyectado con motivo de la Expo 92.
- 20 de febrero: en Tirana (Albania) se manifiestan 100.000 personas a favor de la democratización de ese país.
- 21 de febrero: Checoslovaquia ingresa en el Consejo de Europa y se convierte en el 25.º miembro de este organismo.
- 22 de febrero: Estados Unidos da a Irak un ultimátum para que se retire de Kuwait, bajo la amenaza de una ofensiva terrestre inmediata.
- 23 de febrero: 
  - En Tailandia el general Sunthorn Kongsompong lidera un sangriento golpe de Estado, destituyendo al primer ministro Chatichai Choonhavan.
  - En Argentina, en San Nicolás de los Arroyos, un joven de 29 años intenta asesinar al entonces presidente radical Raúl Alfonsín.
- 24 de febrero: Estados Unidos inicia una ofensiva terrestre contra Irak, dentro de la llamada Guerra del Golfo Pérsico, con el mayor ataque registrado desde la Segunda Guerra Mundial.
- 26 de febrero: en los Estados Unidos, Tim Berners-Lee presenta el navegador para Internet.
- 27 de febrero: el ejército iraquí se retira de Kuwait tras el éxito de la ofensiva liderada por Estados Unidos.

### Marzo
- 1 de marzo: 
  - En Cataluña, España, el Tribunal Constitucional exige que los funcionarios de la Generalidad de Cataluña tengan conocimiento pleno del idioma catalán.
  - El rey de Tailandia, Bhumibol Adulyadej, aprueba la reforma constitucional, primer paso hacia la sustitución del poder marcial instaurado en el país tras el reciente golpe de Estado.
  - En las cuencas hulleras de la Unión Soviética, 28 000 mineros hacen huelga para obtener aumentos de salario.
  - Inicia las Revueltas en Irak de 1991.
- 3 de marzo: 
  - Irak acepta las condiciones de rendición: restitución de la soberanía kuwaití y acatamiento de las sanciones de la ONU, con lo que se pone fin oficialmente a la Guerra del Golfo Pérsico.
  - En Los Ángeles (California): un vídeo amateur filma la paliza que varios oficiales de policía estadounidenses le propinan al taxista negro Rodney King (1965-2012).
  - En Colorado Springs (Estados Unidos), un Boeing 737 de United Airlines que volaba desde Denver gira sin control en medio de una turbulencia y se estrella al intentar aterrizar. Fallecen 25 personas.
- 10 de marzo: en El Salvador se realizan las elecciones legislativas y municipales.
- 11 de marzo: Se inicia en Argentina las trasmisiones del canal Space en Latinoamérica.
- 17 de marzo: se realiza el referéndum en la Unión Soviética.
- 19 de marzo: inundación en São Paulo, estudios del canal SBT quedaron destruidos incluso el del tele periodismo
- 21 de marzo: en Madrid, Tres Cantos se independiza del municipio de Colmenar Viejo, convirtiéndose el primero en un municipio independiente
- 26 de marzo: en Asunción (Paraguay), cuatro presidentes sudamericanos ―Carlos Menem (de Argentina), Fernando Collor de Mello (de Brasil), Andrés Rodríguez (de Paraguay) y Luis Alberto Lacalle (de Uruguay)― firman el Tratado de Asunción, que crea el Mercosur.
- 27 de marzo: en Argentina se sanciona la Ley de Convertibilidad del Austral, dando inicio al régimen homónimo.
- 31 de marzo: en Europa se disuelve el Pacto de Varsovia.

### Abril
- 1 de abril: en Estados Unidos, el New York Times, el Washington Post y el Los Angeles Times informan que la actriz estadounidense Selene Walters (1924-2017) confirmó su denuncia de que el expresidente estadounidense Ronald Reagan (1911-2004) la violó en la casa de ella, en 1952.
- 1 de abril: en Chile, el senador Jaime Guzmán Errázuriz es asesinado por miembros del Frente Patriótico Manuel Rodríguez.
- 5 de abril: en Venezuela, un autobús de la línea Rápidos Maracaibo se precipita en las aguas del lago de Maracaibo desde el Puente General Rafael Urdaneta. Solo sobreviven 10 personas.
- 8 de abril: Per Yngve Ohlin más conocido como Dead de Mayhem, se suicida.
- 9 de abril: la República de Georgia se independiza unilateralmente de la Unión Soviética (aunque será reconocida en agosto de 1991).
- 22 de abril: en Costa Rica se registra un terremoto de 7,7 que deja un saldo de 127 muertos y 759 heridos.
- 26 de abril: en Andover (Kansas) sucede un tornado.
- 28 de abril: en Colombia se funda el Festival Internacional de Poesía de Medellín.
- 29 de abril: en Bangladés sucede un ciclón tropical, que mata a unas 138 000 personas.
  - Un terremoto de 7,0 sacude Georgia dejando un saldo de 270 muertos.
- 30 de abril: a la salida de la Universidad de La Salle ―en Bogotá (Colombia)― es asesinado el exministro de Justicia Enrique Low Murtra.

### Mayo
- 1 de mayo: en la Ciudad del Vaticano, el papa Juan Pablo II publica su novena encíclica, Centesimus Annus.
- 4 de mayo: en Roma, la canción Fångad av en Stormvind de la cantante sueca Carola resulta vencedora en la XXXVI Edición de Eurovisión.
- 5 de mayo: en Mount Pleasant (suburbio de Washington DC) suceden disturbios raciales.
- 6 de mayo: la cantante mexicana Lucero, lanza al mercado su octavo álbum de estudio titulado Solo Pienso en Ti.
- 12 de mayo: inicia oficialmente la transmisión de La Red en Chile.
- 14 de mayo: se suicida la china Jiang Qing, viuda de Mao Zedong.
- 17 de mayo: en Las Vegas, Lupita Jones (representante de México) gana la primera corona de Miss Universo para su país.
- 21 de mayo: en Sriperumbudur (India), el ex primer ministro Rajiv Gandhi es asesinado por una bomba oculta en un ramo de flores.
- 25 de mayo: 
  - En Perú, un paro armado convocado por la banda terrorista Sendero Luminoso deja una gran cantidad de muertos, heridos, y coches bomba.
  - En Surinam se celebran elecciones presidenciales. Gana Ronald Venetiaan, del partido Frente Nuevo.
- 26 de mayo: se realizan las elecciones municipales en España.
- 29 de mayo: en Vich (Cataluña, España), la banda terrorista ETA comete el atentado contra el cuartel de la Guardia Civil, provocando 10 muertos y 44 heridos.

### Junio
- 5 de junio: en  Chile, el club Colo-Colo se corona campeón de la Copa Libertadores de América
- 12 de junio : 
  - En Rusia, Boris Yeltsin es elegido presidente de la Federación Rusa.
  - La ciudad soviética de Leningrado, ya integrada en la Federación Rusa, recupera su antiguo nombre San Petersburgo.
- 14 de junio: comienza la 8.ª Edición de la Copa Mundial de Fútbol Sub-20 de 1991 por primera vez en Portugal.
- 15 de junio: en Filipinas, el volcán Pinatubo entra en erupción en lo que será la segunda erupción terrestre más grande del siglo XX. La suma total de muertos asciende a 800.
- 17 de junio: el Parlamento de Sudáfrica suprime el apartheid, vigente durante cuarenta años.
- 19 de junio: en Colombia, se entrega el narcotraficante Pablo Escobar, en compañía de sus lugartenientes Carlos Aguilar, El Mugre y Otoniel de Jesús González, Otto.
- 23 de junio: 
  - Mazda se convierte en la primera marca japonesa en ganar las 24 Horas de Le Mans con un Mazda 787B.
- Se lanza a la venta el Videojuego Sonic the Hedgehog en la Sega Mega Drive / Genesis
- 25 de junio: Eslovenia y Croacia declaran su independencia unilateralmente de Yugoslavia.
- 28 de junio: se disuelve el Consejo de Ayuda Mutua Económica.
- 28 de junio: en el estado de California se registra un terremoto de 5,6 que deja 2 fallecidos y alrededor de 100 heridos.
- 30 de junio: en Lisboa (Portugal) finaliza el Mundial sub-20 donde el anfitrión Portugal se corona campeón del mundo por segunda vez consecutiva al derrotar por penales a su similar de Brasil por 4-2 al igualar sin goles en el tiempo reglamentario.

### Julio
- 1 de julio: el Pacto de Varsovia es oficialmente disuelto.
- 4 de julio: en Colombia la Asamblea Nacional Constituyente promulga la nueva Constitución política de Colombia, que será conocida como Constitución de 1991.
  - en Timor, dos terremotos de 6,9 dejan 23 muertos y 181 heridos.
- 6 de julio: se inaugura la trigésimo quinta edición de la Copa América 1991 en Chile.
- 7 de julio : en Mérida (México) se da inicio al Campeonato Centro americano y del Caribe de Natación finalizando el 14 de julio
- 9 de julio : 
  - La Federación Internacional por los Derechos Humanos denuncia que la policía y la milicia canadiense violaron los derechos humanos durante la crisis de Oka en Quebec (Canadá).
  - El Club Atlético Newell's Old Boys vence por penales al Club Atlético Boca Juniors y se consagra campeón de la Primera División del fútbol argentino
- 10 de julio: Boris Yeltsin jura como presidente de la Federación Rusa.
- 11 de julio : 
  - En Nayarit (México) desde las 12:51 p. m. se ve un eclipse solar que dura 6 minutos y 37 segundos.
  - El vuelo 2120 de Nigeria Airways se estrella cerca de Yeda a causa de un incendio en el tren de aterrizaje: mueren sus 261 ocupantes.
  - En Costa Rica a las 2:01 p. m. se ve un eclipse solar que dura 6 minutos y 53 segundos.
- 21 de julio: en Santiago (Chile) se Clausura la Copa América 1991 y Argentina Consigue su 13.º Título de Copa América.
- 22 de julio: En Milwaukee (Estados Unidos) Es arrestado el asesino serial Jeffrey Dahmer, en su domicilio se encuentran una cantidad de restos humanos por lo que las autoridades lo apodaron como “El caníbal de Milwaukee”.

### Agosto
- 4 de agosto: en la Costa Salvaje (Sudáfrica) se hunde el crucero griego MTS Océanos.
- 5 de agosto: fallece el ingeniero y empresario japonés Sōichirō Honda.
- 6 de agosto:
- En los Estados Unidos, Tim Berners-Lee distribuye documentos que describen su idea acerca de una red mundial (Internet).
- 7 de agosto: es asesinado en París el antiguo primer ministro iraní Shapur Bajtiar.
- 8 de agosto: en el Líbano la organización islámica Jihad libera a John McCarthy, periodista británico secuestrado.
- 11 de agosto: 
  - Se realiza la primera vuelta de las elecciones legislativas en Argentina.
  - Se estrenan en Nickelodeon las primeras producciones animadas completamente originales llamados Nicktoons, introduciendo a Doug, los Rugrats y Ren y Stimpy.
- 12 de agosto: entra en servicio el primer tramo de la Línea A del Metro de la Ciudad de México.
- 14 de agosto: en Czestochowa (Polonia) tiene lugar la Jornada Mundial de la Juventud, convocada por el papa Juan Pablo II.
- 18 de agosto: 
  - En México se realizan elecciones federales.
  - En Moscú se perpetra un intento de golpe de Estado en la Unión Soviética contra Mijaíl Gorbachov.
- 20 de agosto: 
  - Estonia se vuelve a independizar de la Unión Soviética.
  - El cantautor español Alejandro Sanz, publica su álbum debut de estudio oficial Viviendo deprisa.
- 21 de agosto: Letonia recobra su independencia de la Unión Soviética.
- 24 de agosto: Ucrania se independiza de la Unión Soviética.
- 25 de agosto: 
  - Bielorrusia se independiza de la Unión Soviética.
  - En Finlandia, el estudiante Linus Torvalds postea un mensaje en el grupo de noticias USENET comp.os.minix acerca del nuevo kernel de tipo Unix (Linux) que ha estado desarrollando.
- 26 de agosto: en Argentina se estrena la obra teatral "Drácula, el musical" dirigida por Pepe Cibrián y Ángel Mahler.
- 27 de agosto: Moldavia se independiza de la Unión Soviética.
- 31 de agosto: Kirguistán se independiza de la Unión Soviética.

### Septiembre
- 1 de septiembre: Uzbekistán se independiza de la Unión Soviética.
- 6 de septiembre: 
  - Marruecos acuerda un alto el fuego con el Frente Polisario.
  - En Rusia se devuelve el nombre de San Petersburgo a la segunda mayor ciudad del país, que había sido renombrada Petrogrado en 1914 y Leningrado en 1924.
  - Lituania recobra su independencia de la Unión Soviética.
- 8 de septiembre: 
  - La República de Macedonia se independiza unilateralmente de Yugoslavia.
  - Se realiza la segunda vuelta de las elecciones legislativas en Argentina.
  - El Monterrey es campeón de la Copa México.
- 9 de septiembre: Tayikistán se independiza de la Unión Soviética.
- 15 de septiembre: 
  - En Suecia se celebran las elecciones generales.
  - En Surinam Ronald Venetiaan es investido presidente.
- 17 de septiembre: 
  - La banda estadounidense de hard rock Guns N' Roses lanza los llamados "álbumes gemelos", Use Your Illusion I y Use Your Illusion II.
  - La cantautora estadounidense Mariah Carey, publica su segundo álbum de estudio Emotions.
  - El cantautor español José Luis Perales, publica su álbum América.
  - La boyband mexicana Magneto, publica su álbum Vuela, vuela.
- 18 de septiembre:
  - Un terremoto de 6,2 sacude Ciudad de Guatemala dejando un saldo de 25 muertos y 200 heridos.
- 19 de septiembre: 
  - Cerca de Volturno (Alpes italianos), unos turistas alemanes descubren los restos de un ser humano, que será bautizado como Ötzi (3300 a. C.).
  - Argentina anuncia su retirada del Movimiento de Países No Alineados.
  - En el Emplazamiento de pruebas de Nevada, Estados Unidos hace estallar la bomba atómica Distant Zenith, la bomba atómica n.º 1120 de las 1150 que detonó ese país entre 1945 y 1992.
- 21 de septiembre: 
  - En los Estados Unidos, la biblioteca Huntington presenta al público por primera vez los Manuscritos del Mar Muerto.
- Armenia se independiza de la Unión Soviética.
- 24 de septiembre: se publica el segundo álbum de estudio de la banda estadounidense Nirvana, Nevermind, siendo este su álbum más exitoso, con grandes éxitos como "smells like teen spirit","come as you are" y lithium
- 25 de septiembre: es capturado en Nueva York (Estados Unidos) el narcotraficante colombiano Dandenys Muñoz Mosquera, "La Kika".
- 26 de septiembre: en Oracle (Arizona) se inicia la cuarentena de dos años de un equipo de ocho científicos dentro del millonario proyecto Biosfera 2, construido como ecosistema autosuficiente.
- 29 de septiembre: en Haití, el Gobierno del presidente George H. W. Bush depone al presidente democrático Jean-Bertrand Aristide.

### Octubre
- 1 de octubre: en México inicia sus transmisiones el canal ZAZ.
- 3 de octubre: en Suecia, Ingvar Carlsson dimite como 31.º primer ministro.
- 4 de octubre: en Suecia, Carl Bildt se convierte en 32.º primer ministro.
- 6 de octubre: se realizan en Portugal las elecciones legislativas.
- 11 de octubre: en Ucrania se produce una explosión en la sala de turbinas de la central nuclear de Chernóbil ―donde el 26 de abril de 1986 se registró el accidente radioactivo más grande de la historia, pero que el gobierno hizo funcionar hasta diciembre de 2000, debido a la alta demanda de energía―. No se liberan materiales radiactivos. Ninguna víctima mortal.
  - Nace el compositor y desarrollador de Videojuegos Toby Fox
- 12 de octubre: en Kirguistán, el Sóviet Supremo de la república confirma a Askar Akayev como presidente.
- 16 de octubre: en Killeen, Texas, un ex marine desempleado llamado George Hennard va a una cafetería Luby’s de la citada localidad, mata a tiros a 23 personas, hiere a otras veintisiete y después se suicida.
- 20 de octubre: en Suiza se realizan las elecciones federales.
  - en India, un terremoto de 6,8 deja 2.000 muertos y miles de hogares destruidos.
- 26 de octubre: las tropas yugoslavas atacan Dubrovnik.
- 27 de octubre : 
  - En Colombia se realizan las elecciones legislativas.
  - En Argentina se realiza la tercera vuelta de las elecciones legislativas.
  - Turkmenistán se independiza de la Unión Soviética.
- 28 de octubre : la «Tormenta perfecta» golpea el noreste de los Estados Unidos, causando 12  muertos y más de 200  millones de dólares en pérdidas.
- 29 de octubre : 
  - La sonda estadounidense Galileo es la primera nave que visita un asteroide, al pasar cerca del (951) Gaspra.
  - En Bañolas (España), el médico haitiano Alphonse Arcelín denuncia la exhibición en el museo Darder del Negro de Bañolas (cadáver embalsamado de un varón botsuano de la etnia san (llamado peyorativamente «bosquimano»), que se exhibía como atracción circense desde 1916. Se permitirá su repatriación a Botsuana en 2007.
- 30 de octubre : 
  - Se inaugura la Conferencia de Paz para Oriente Próximo.
  - En Madrid, 30 países firman el protocolo del Tratado Antártico, que protege a la zona de la explotación durante 50  años.
  - En España se declara parque nacional al Archipiélago de Cabrera.
- 31 de octubre: Inicia sus transmisiones el canal prémium HBO Ole en Latinoamérica.

### Noviembre
- 1 de noviembre: se lanza el videojuego Sonic the Hedgehog, el primero y más vendido de la saga de Sonic.
- 3 de noviembre: en Lima (Perú) el comando militar Grupo Colina mata a 16 personas inocentes en un solar de los Barrios Altos.
- 7 de noviembre: en los Estados Unidos, baloncestista Magic Johnson (1959-) anuncia que ha contraído el virus VIH, y da por terminada su carrera en la NBA.
- 16 de noviembre: En China se realiza la 1.ª edición de la Copa Mundial Femenina de Fútbol organizada po la FIFA.
- 19 de noviembre:
  - El cantante mexicano Luis Miguel, lanza al mercado su octavo álbum de estudio y primer álbum en boleros titulado Romance
  - En Tehuacán ocurre un accidente ferroviario que dejó un saldo de 38 muertos y 22 heridos.
- 22 de noviembre: en Yemen, un terremoto de 4,7 deja 11 muertos y 40 heridos.
- 23 de noviembre : Freddie Mercury declara públicamente que padece de VIH
- 24 de noviembre : 
  - En Knightbridge (Londres), Freddie Mercury ―cantante y compositor británico, de la banda de rock Queen― muere de bronconeumonía en su hogar.
  - En Bélgica se celebran las elecciones generales.
- 25 de noviembre: en Shanghái China, concluye en la planta de entonces S.A.T.I.C (Shanghai Automobile and Tractor Industry Corporation), ahora SAIC Motor, el último Sedán Shanghai. Primer turismo de la historia fabricado en serie en ese país. El último ejemplar fue el modelo SH7221 ante unas casi 80 000 unidades producidas de este automóvil desde 1964, comenzando con el Shanghai SH760.
- 26 de noviembre: 
  - Sale a la venta el octavo álbum de estudio del cantante estadounidense Michael Jackson Dangerous.
  - El cantante puertorriqueño Ricky Martin, publica su álbum debut homónimo de estudio como solista Ricky Martin (1991), bajo la producción musical del español Mariano Pérez Bautista.
- 30 de noviembre: Finaliza la 1.ª edición de la Copa Mundial Femenina de Fútbol donde la Selección femenina de fútbol de los Estados Unidos fue la ganadora del primer mundial femenino.

### Diciembre
- 1 de diciembre: en Ucrania se realiza el referéndum de independencia y se celebran las primeras elecciones presidenciales.
- 1 de diciembre: en Argentina se realiza la cuarta y última vuelta de las elecciones legislativas.
- 4 de diciembre: en los Estados Unidos se cierra la aerolínea PanAm.
- 5 de diciembre: en Ucrania, Leonid Kravchuk se convierte en el primer presidente de ese país.
- 6 de diciembre: en la tienda de yogur ¡I Can’t Believe It’s Yogurt!, en la ciudad de Austin (capital del estado de Texas), son asesinadas cuatro adolescentes: Eran Ayers (13), Eliza Thomas (17), Jennifer Harbison (17) y su hermana Sarah Harbison (15). Estos asesinatos de la tienda de yogur nunca será resuelto.
- 8 de diciembre: en la reserva natural de Belovezhskaya Pushcha (Bielorrusia) se reúnen los líderes de Rusia, Bielorrusia y Ucrania, y firman un acuerdo por el que disuelven la Unión Soviética y establecen la Comunidad de Estados Independientes.
- 14 de diciembre: en Buenos Aires (Argentina), el grupo de rock argentino Soda Stereo, realiza un recital gratuito en la avenida 9 de Julio ante 250 000 personas, el récord de más personas en un recital gratuito hasta el día de hoy.
- 14 de diciembre: en Acapulco (México), la canción Adónde estás ahora, de la cantautora argentina Claudia Brant, resulta vencedora en la final de la  XX Edición del Festival OTI.
- 15 de diciembre: en las instalaciones del Banco Central de Venezuela es privatizada la CANTV.

La Unión Soviética desaparece tras la dimisión de Mijaíl Gorbachov y la independencia de varios estados soviéticos, dando por finalizada la Guerra Fría.

- 16 de diciembre: Kazajistán se independiza de la Unión Soviética.
- 20 de diciembre: en Australia, Bob Hawke renuncia como primer ministro y es sucedido por Paul Keating.
- 25 de diciembre: en Moscú, Mijaíl Gorbachov renuncia a la presidencia de la Unión Soviética y declara la disolución formal de la misma.
- 26 de diciembre: Nickelodeon cierra transmisiones en la Union Soviética como de su canal de television infantil
- 31 de diciembre: la Unión Soviética deja de existir oficialmente, convirtiéndose de facto en la Federación Rusa.
- 31 de diciembre: En Japón, Sumio Iijima descubre los nanotubos de carbono.
- 31 de diciembre: en Venezuela culminan las transmisiones del Canal 5, Televisora Nacional.

## Arte y literatura
- El novelista Alfredo Conde es premio Nadal con Los otros días.
- El novelista José Saramago publica el libro El Evangelio según Jesucristo.
- El filósofo Fernando Savater publica el libro El valor de educar.
- El escritor español Antonio Muñoz Molina (1956-) publica la novela El jinete polaco.

## Ciencia y tecnología

### Informática
- 6 de octubre: en la Universidad Helsinki (Finlandia), Linus Torvalds crea el núcleo Linux basado en sistemas Unix
- En los Estados Unidos se crea la primera versión de Microsoft Publisher.

### Astronáutica
- 17 de julio: lanzamiento del satélite europeo de observación terrestre ERS.
- 29 de octubre: la nave Galileo, de camino a Júpiter, sobrevuela el asteroide (951) Gaspra.

### Medicina y biología
- Hasta 1991 se han conseguido identificar 2114 genes del genoma humano.
- El gobierno peruano impone el estado de emergencia ante una epidemia de cólera.
- Robert Gallo retira las demandas contra Luc Montagnier sobre la prioridad del descubrimiento del virus del sida.
- Julio Reyes, James Mead y Koen van Waerebeek describen por primera vez el zifio menor (Mesoplodon peruvianus).

## Videojuegos

### Hechos Importantes
- 6 de febrero: Capcom lanza Street Fighter II: The World Warrior para Arcades. Se ha convertido en el videojuego de peleas más exitoso de la franquicia y ayudó a revitalizar la industria de los videojuegos para Árcades.
- abril: sale a la venta la consola de videojuegos Super Nintendo Entertainment System en Europa, en España en 12 de junio y Australia en julio y Latinoamérica en agosto.
- 23 de junio: es publicado el videojuego Sonic the Hedgehog, protagonizado por el personaje homónimo que se convierte en mascota de SEGA.
- Atari lanza su videoconsola portátil llamada Atari Lynx
- 19 de julio: sale a la venta en Japón para la Super Nintendo, Final Fantasy IV, el cuarto título de la saga de Squaresoft que introduce gráficas de 16-bits.

agosto: sale a la venta en los Estados Unidos, la revista especializada en videojuegos Game Informer.
- octubre: sale a la venta el primer ejemplar de Hobby Consolas.
- 6 de noviembre: sale el videojuego de Capcom, llamado Captain Commando.
- diciembre: sale a la venta el primer ejemplar de la Revista Club Nintendo de México.
- 12 de diciembre: se lanza por primera vez en Japón el periférico Sega Mega CD.

### Empresas de videojuegos
- 1 de febrero: nace en Shreveport, Luisiana, la desarrolladora estadounidense Id Software, fundada por John Carmack, Adrian Carmack y John Romero.
- 8 de febrero: se funda la compañía estadounidense Silicon & Synapse (hoy Blizzard Entertainment) donde se encargaba de portear videojuegos a otros estudios.
- mayo: nace la desarrolladora estadounidense Bungie, estudio de la aclamada franquicia de Halo y Marathon.
- 12 de septiembre: se funda en Norteamérica The 3DO Company, por el empresario y cofundador de Electronic Arts, Trip Hawkins.

### Lista de videojuegos
- Lemmings
- Mega Man 4
- Final Fantasy IV
- The Legend of Zelda: A Link to the Past
- Monkey Island 2: LeChuck's Revenge
- Super Castlevania IV
- Tecmo Super Bowl
- Metroid II: Return of Samus
- Civilization
- Starblade (Arcade)
- Teenage Mutant Ninja Turtles III: The Manhattan Project
- Street Fighter II: The World Warrior
- Road Rash
- Another World
- Alien Breed
- Sonic The Hedgedog
- Fatal Fury

## Deporte

### Atletismo
- Campeonato del Mundo de Atletismo: se celebra la tercera edición en Tokio (Japón).

### Automovilismo
- Fórmula 1: Ayrton Senna consigue su tercer y último título, a bordo de un McLaren.
- WRC: Juha Kankkunen gana el título a bordo de un Lancia Delta Integrale
- Rally Dakar: Ari Vatanen gana la competencia a bordo de un Citroën ZX
- NASCAR: Dale Earnhardt gana el título a bordo de un Chevrolet Lumina
- CART: Michael Andretti gana el título a bordo de un Lola-Chevrolet
- 500 Millas de Indianápolis: Rick Mears gana la competencia
- Turismo Carretera: Oscar Aventín gana el título a bordo de un Ford Falcon
- Turismo Competición 2000: Juan María Traverso gana el título a bordo de una Coupé Fuego

### Baloncesto
- El FC Barcelona se proclama campeón de la Copa del Rey de Baloncesto.
- Chicago Bulls obtiene su primer campeonato en la NBA. Michael Jordan y Scottie Pippen son las máximas estrellas de ese título.

### Balonmano
- El FC Barcelona se proclama campeón de la Copa de Europa de Balonmano.

### Béisbol
- Venezuela, 29 de enero. Los Cardenales de Lara obtienen su primer campeonato luego de 25 años en la Liga Venezolana de Béisbol Profesional al vencer a los Leones del Caracas con score de 1-0 en el sexto juego de la Final.

### Ciclismo
- Campeonato del Mundo de Trial: Jordi Tarrés (España), campeón del mundo.
- Miguel Induráin gana su primer Tour de Francia.

### Fútbol
- Copa Mundial Femenina de Fútbol: se celebra en China la primera edición del Mundial Femenino en donde Estados Unidos se proclama campeón tras vencer en la final a Noruega por 2:1.
- Copa Intercontinental:  Estrella Roja.
- Liga Mexicana:  Pumas de la UNAM. campeón de la liga 1990/91 ante el Club América.

- Liga de Campeones:  Estrella Roja.
- Copa Libertadores de América:  Colo-Colo.
- Recopa de Europa:  Manchester United.
- Copa de la UEFA:  Internazionale.
- Supercopa de Europa: Manchester United.
- Recopa Sudamericana:  Olimpia.
- Supercopa Sudamericana:  Cruzeiro EC.
- Copa de Campeones de la Concacaf:  Puebla FC.
- Copa Interamericana:  Club América.

- El FC Barcelona se proclama campeón de la Liga española de fútbol.
- El Club Atlético de Madrid gana la final de la Copa del Rey de Fútbol.
- Balón de Oro: el francés Jean-Pierre Papin, del Olympique de Marsella, es designado mejor futbolista del mundo del año por la revista France Football.
- Colo-Colo de Chile se proclama campeón de la liga chilena de fútbol.
- Newell's Old Boys de Argentina se consagra campeón por tercera oportunidad en su historia de la Primera división argentina tras ganar el Torneo Integración 1990/1991, derrotando en la final al Club Atlético Boca Juniors.
- Barcelona se consagra campeón por undécima vez en su historia del Campeonato Ecuatoriano de Fútbol.
- Copa Chile: Universidad Católica
- Fútbol Profesional Colombiano: Atlético Nacional
- Campeonato boliviano de fútbol: Bolívar (La Paz) Campeón; San José (Oruro) Subcampeón.
- Comienzo de la Primera División femenina de Argentina

### Gimnasia rítmica

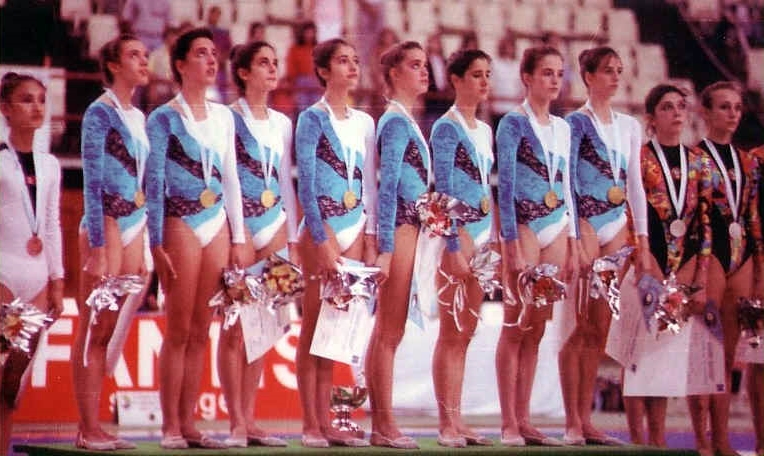
El conjunto español de gimnasia rítmica con el oro en el Mundial de Atenas (1991).

- 12 de octubre: el conjunto español de gimnasia rítmica logra la primera medalla de oro para España en un Campeonato Mundial de Gimnasia Rítmica. Se proclamó campeón del mundo en el concurso general del Campeonato Mundial de Atenas. El conjunto estaba formado por Débora Alonso, Lorea Elso, Bito Fuster, Isabel Gómez, Montse Martín y Gemma Royo, además de Marta Aberturas y Cristina Chapuli como suplentes.

### Natación
- En Perth (Australia) se celebra la sexta edición del Campeonato Mundial de Natación.
- 2 de enero: Martín López Zubero gana la primera medalla de oro en la historia de la natación española.

### Tenis
- Wimbledon: Hombres: Michael Stich a Boris Becker. Mujeres: Steffi Graf a Gabriela Sabatini.
- Roland Garros: Hombres: Jim Courier a Andre Agassi. Mujeres: Mónica Seles a Arantxa Sánchez Vicario.
- US Open: Hombres: Stefan Edberg a Jim Courier. Mujeres: Mónica Seles a Martina Navratilova.
- Abierto de Australia: Hombres: Boris Becker a Ivan Lendl. Mujeres: Mónica Seles a Mary Joe Fernández.

## Cine

### Estrenos
- 13 de febrero: The Silence of the Lambs (El silencio de los corderos / El silencio de los inocentes) de Jonathan Demme.
- 24 de mayo: Thelma y Louise de Ridley Scott.
- 3 de julio: Terminator 2: Judgment Day (Terminator 2: El juicio final) de James Cameron.
- 12 de julio: Boyz n the hood de John Singleton
- 9 de agosto: Double Impact de Sheldon Lettich.
- 21 de agosto: Barton Fink de Joel e Ethan Coen.
- 30 de agosto: Child's Play 3 de Don Mancini.
- 13 de noviembre: Beauty and the Beast (La bella y la bestia) de Gary Trousdale y Kirk Wise.

## Música

### Festivales
- El 4 de mayo se celebra la XXXVI edición del Festival de la Canción de Eurovisión en los estudios de Cinecittà de Roma  Italia.

Ganadora: La cantante Carola con la canción «Fångad av en stormvind» representando a Suecia .

### Éxitos
Se forma la banda británica Oasis.
- 2Pac: 2Pacalypse Now
- a-ha: Headlines and Deadlines: The Hits of a-ha
- Aerosmith: Pandora's Box
- Acoustic Alchemy: Back on the Case
- Alberto Plaza: Cómplices
- Álvaro Torres: Nada se compara contigo
- Alejandra Guzmán: Flor de papel
- Alejandro Sanz: Viviendo deprisa (20 de agosto).
- Alix Bauer: Por primera vez
- Ana Gabriel: Mi México
- Atheist: Unquestionable presence
- Bad Religion: Against the grain
- Badlands: Voodoo Highway
- Banda Blanca: Sopa de Caracol
- Barricada: Por instinto
- Binomio de Oro: De América
- Blur: Leisure
- Bob Dylan: The Bootleg Series Volumes 1-3 (Rare & Unreleased) 1961-1991
- Bronco: Salvaje y Tierno
- Bryan Adams: Waking Up The Neighbours
- Brujería: ¡Machetazos!
- Björk: Gling-Gló
- B'z: In the live (27 de noviembre).
- Camilo Sesto: A voluntad del cielo (15 de octubre)
- Cantando Aprendo a Hablar: Vol. 2
- Charly García, Pedro Aznar: Tango 4
- Cheap Trick: The Greatest Hits
- Cher: Love Hurts
- David Bryan: Netherworld
- Death: Human
- Dire Straits: On Every Street
- Diomedes Díaz: Mi vida musical
- Eduardo Capetillo: Me Tienes
- Electronic: Electronic
- Enya: Shepherd Moons
- Europe: Prisoners In Paradise
- Eurythmics: Greatest Hits
- Fabiana Cantilo: Algo Mejor
- Flavia Palmiero: Flavia Está de Fiesta 1 y 2
- Fobia: Mundo Feliz
- Fear Factory: Concrete
- Gaby Ruffo y Liza Echeverría: TVO
- Genesis: We can't dance
- George Harrison: Best Of Dark Horse 1976-1989
- Glass Tiger: Simple Mission
- Gloria Estefan: Into the light
- Gloria Trevi: Tu ángel de la guarda
- Green Day: 1,039 Smoothed Out Slappy Hours
- Guns N' Roses: Use Your Illusion I
- Guns N' Roses: Use Your Illusion II
- Hermética: Ácido argentino
- Helloween: Pink Bubbles Go Ape
- Iván Villazón: La compañía
- Julián: Vuela mi imaginación (19 de noviembre)
- Kraftwerk: The Mix
- La Ley: Doble opuesto
- Lacrimosa: Angst
- La Renga: Esquivando Charcos
- Lenny Kravitz: Mama Said
- Loco Mía: Loco vox
- Los Chiches del Vallenato: Impactantes
- Los Chichos: Amigos no pasa na
- Los Diablitos: Tentación
- Los Tigres del Norte: Incansables
- Los Toribianitos: Los Toribianitos
- Los Tres: Los Tres
- Lucero: Solo pienso en ti.
- Lucía Méndez: Bésame
- Luis Ángel: Del corazón del hombre
- Luis Miguel: Romance, su primer álbum de boleros producido por Armando Manzanero y coproducido por Luis Miguel.
- Man Ray (banda): Perro de Playa
- Magneto: Vuela, vuela
- Mariah Carey: Emotions
- Martika: Martika's Kitchen
- Massive Attack: Blue Lines
- Mecano: Aidalai
- Mercedes Ferrer: Imán
- Metallica: Metallica (The Black Album)
- Michael Jackson: Dangerous (26 de noviembre)
- Miguel Mateos: Kryptonita
- Mikel Erentxun: Naufragios
- Mike Oldfield: Heaven's open
- Morbid Angel: Blessed Are The Sick
- Motörhead: 1916
- Mr. Big: Lean Into It (álbum)
- Mr. Big: To Be With You (sencillo)
- Musikit: Musikit
- My Bloody Valentine: Loveless
- Mylène Farmer: L'Autre...
- Nirvana: Nevermind (24 de septiembre)
- NOFX: "Ribbed"
- Nosequién y Los Nosecuántos: Con el respeto que se merecen
- Ozzy Osbourne: No More Tears
- Pandora: Con amor eterno
- Paradise Lost Gothic
- Patricio Rey y sus Redonditos de Ricota: La mosca y la sopa
- Pearl Jam: Ten
- Pestilence: Testimony Of The Ancient
- Pet Shop Boys: Discography: The Complete Singles Collection
- Primal Scream: Screamadelica
- Proyecto M: Arde que me quemas (19 de noviembre)
- Public Enemy: Apocalypse '91...the Enemy Strikes Black
- Queen: Innuendo
- Queen: Greatest Hits II
- Rata Blanca: Guerrero del arco iris
- Red Hot Chili Peppers: Blood Sugar Sex Magik (24 de septiembre)
- Ricardo Arjona: Del otro lado del sol
- Ricardo Montaner: En el último lugar del mundo
- Ricky Martin: Ricky Martin (26 de noviembre)
- Rod Stewart: Vagabond Heart* Rodolfo Aicardi: Lo último en bailable.
- Rodolfo Aicardi: Lo último en bailable, Cantares De Navidad.
- Los Rodríguez: Buena Suerte
- Rosendo: ¡Deja que les diga que no!
- Roxette: Joyride
- Rush: Roll the Bones
- Sasha Sokol: Siento
- Seal: Seal
- Sepultura: Arise
- Shakira: Magia
- Simple Minds: Real Life
- Simply Red: Stars
- Skid Row: Slave to the Grind
- Slayer: Decade of Aggression
- Slowdive: Just For A Day
- Soda Stereo: Rex-Mix
- Soundgarden: Badmotorfinger (8 de octubre)
- Sting: The Soul Cages
- Tarkan: Dudu
- Thalía: Mundo de cristal
- Texas: Mothers Heaven
- The Silencers: Dance to the Holy Man
- The Smashing Pumpkins: Gish
- Timbiriche: Timbiriche 11
- U2: Achtung Baby
- Van Halen: For Unlawful Carnal Knowledge
- Vico C: Hispanic Soul
- Vital Remains: The Black Mass
- X: Jealousy

## Premios Nobel
- Física: Pierre-Gilles de Gennes.
- Química: Richard R. Ernst.
- Medicina: Erwin Neher, Bert Sakmann.
- Literatura: Nadine Gordimer.
- Paz: Aung San Suu Kyi.
- Economía: Ronald Coase.

## Premios Príncipe de Asturias
- Artes: Victoria de los Ángeles, Teresa Berganza, Montserrat Caballé, José Carreras, Pilar Lorengar, Alfredo Kraus y Plácido Domingo.[1]
- Ciencias Sociales: Miguel Artola Gallego.
- Comunicación y Humanidades: Luis María Anson.
- Concordia: Médicos Sin Fronteras y Medicus Mundi.
- Cooperación Internacional: Alto Comisionado de las Naciones Unidas para los Refugiados (ACNUR).
- Deportes: Sergéi Bubka.
- Investigación Científica y Técnica: Francisco Bolívar Zapata.
- Letras: Pueblo de Puerto Rico.

## Premio Cervantes
- Francisco Ayala.[2]